# Una lepre con la faccia di bambina (romanzo)
Una lepre con la faccia di bambina è un romanzo della scrittrice italiana Laura Conti pubblicato nel 1978.

## Trama
La vicenda si svolge a Seveso, nel periodo immediatamente successivo al disastro del 1976. Il protagonista e narratore è Marco, un ragazzino dodicenne figlio di un artigiano mobiliere, che ha come migliore amica Sara Di Pasqua, una sua coetanea figlia di immigrati meridionali che abita con la numerosa famiglia vicino alla fabbrica dell'ICMESA. Una sera Sara consegna a Marco la sua gatta Carmelina, che sta molto male, per salvarla dall'abbattimento ordinato dalle autorità per tutti gli animali della "Zona A", quella più esposta all'inquinamento. La gatta però peggiora; Marco, nel timore di essere scoperto dai suoi famigliari, cerca di restituirla a Sara portandosela addosso sotto la giacca a vento, ma l'animale muore. A casa della ragazza nota che i Di Pasqua continuano a mangiare gli ortaggi dell'orto, nonostante le ordinanze che lo vietano. 
Per alcuni giorni Marco è spedito a Rapallo dalla zia Irma, che possiede una casa in quella cittadina, onde proteggerlo da eventuali avvelenamenti, ma dopo pochi giorni viene riportato a casa dalla madre, che crede erroneamente che il pericolo sia stato scampato. Giunge infatti un ordine di evacuazione non solo per gli abitanti della zona A, ma anche per quelli della zona B, in cui ricade la casa di Marco: vengono tutti ospitati in albergo a spese della regione. Col passare dei giorni lo stato d'animo degli ospiti non fa che peggiorare, tra bambini poco avvezzi alla disciplina, donne che non possono far altro che chiacchiere e pettegolezzi e uomini preoccupati per il mancato guadagno provocato dall'inattività forzata. Diversi artigiani, tra cui il padre di Marco, si organizzano allora per rivendere di nascosto il materiale che hanno già pronto in bottega e magazzino, malgrado il rischio che sia contaminato. Nel frattempo in Sara si fanno evidenti i sintomi della cloracne, inizialmente scambiati per il prodromo del menarca; ma a preoccupare maggiormente la famiglia Di Pasqua è la sorella maggiore Assuntina, che è rimasta incinta prima del disastro e che il fidanzato vorrebbe persuadere ad abortire per il rischio di malformazioni nel feto (in particolare si parla di labbro leporino, cosa che fa pensare a Marco che se i bambini nascono con facce da lepri allora dovrebbe verificarsi anche il contrario). Assuntina, irretita dalle femministe da una parte e dagli antiabortisti dall'altra (tra i quali un medico che le fa ascoltare le pulsazioni del feto e un monsignore della curia milanese che sponsorizza una coppia disposta ad adottare il bambino se malformato) finisce con l'essere abbandonata dal fidanzato e, dopo essere andata in Sicilia presso la zia, supposta esperta di aborti clandestini, abortisce con due ferri da calza perdendo la vita. Sua madre decide allora di tornare nella terra natale con Sara, ormai ristabilita, lasciando gli uomini a lavorare al Nord.

## Genesi dell'opera
L'idea di un'opera sull'argomento del disastro di Seveso venne all'autrice inizialmente sotto la forma di un'opera di divulgazione scientifica diretta ai ragazzi, sulla scia del Minuzzolo di Collodi. Essa decise però di dosare le informazioni al riguardo nella misura in cui un ragazzo di Seveso (il protagonista Marco) poteva averle sentite e fatte proprie dai discorsi degli adulti. Per dare un'impressione di maggiore veridicità, il linguaggio usato ricalca il lessico e le strutture morfologiche del parlato, col frequente uso di anacoluti, sgrammaticature e trascrizioni "italianizzate" di termini stranieri.

## Filmografia
Dal romanzo è stata tratta la miniserie televisiva del 1989 Una lepre con la faccia di bambina, diretta da Gianni Serra con Franca Rame e Amanda Sandrelli.

## Edizioni
- Laura Conti, Una lepre con la faccia di bambina, collana I David, n. 30, Roma, Editori Riuniti, 1978.
- Laura Conti, Una lepre con la faccia di bambina, collana Nuova scuola letture, n. 7, Roma, Editori Riuniti, 1982.